# آنا ونجیکوفسکا
آنا دانوتا ونجیکوفسکا (انگلیسی: Anna Danuta Wendzikowska؛ زادهٔ ۷ سپتامبر ۱۹۸۱) بازیگر و روزنامه‌نگار اهل لهستان است.
از فیلم‌ها یا مجموعه‌های تلویزیونی که وی در آن‌ها نقش داشته است، می‌توان به اجاره‌نشین‌ها و ع چون عشق اشاره نمود.